# فدرالية المثليين والمثليات هولندا
فدرالية المثليين والمثليات هولندا (باللغة الهولندية: Homo LesBische Federatie Nederland) ( HLBF.nl ) هي منظمة لحقوق الأشخاص المثليين والمثليات ومزدوجي التوجه الجنسي في هولندا، جزر الأنتيل الهولندية سابقا، و أروبا. تأسست المنظمة في 14 يونيو 2004 في بريدا